# Tefnut
Tefnut vagy Tefnet a nedvesség, a pára, a harmat és az eső istennője. Valódi szerepe azonban ennél jóval összetettebb az ókori egyiptomi vallásban. A napisten Atum-Ré leánya. Sunak a levegő istenének az ikertestvére és a hitvese. Su és Tefnut szerelméből született Geb, a föld és Nut, a mennybolt. Unokái Ozirisz, Ízisz és Nebethet. Atum-Rével és Suval alkotják a héliopoliszi Enneád első generációját. Földi megtestesítője az oroszlán.

## Mitológia
Eredetmítoszának több verziója létezik, de mindegyik szerint partenogenezis (szűznemzés) által született Atum-Ré valamely testnedvéből. A heliopoliszi teremtésmítoszban Atum tüsszentéséből született Tefnut és Su. Az 527-es Piramisszöveg így írja:
Heliopolisban Atum alkotó kedvében volt és tüsszentett. A fivér és a nővér megszületett - Su és Tefnut.

A mítosz néhány verziójában Atum köpéséből születik Tefnut. Ez a változat egy szójátékot tartalmaz, mert Tefnut neve szó szerinti fordításban annyit tesz, hogy ez a víz, de a tef igéhez is kapcsolható aminek jelentése köpni.

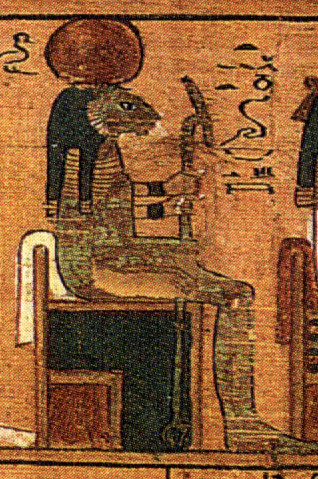
Tefnut az Ani papíruszon

A koporsószövegek utalnak arra, hogy Atum Sut kitüsszentette az orrán, Tefnutot pedig kiköpte mint a nyálat.
A Bremmer-Rind Papyrus és a memphiszi teológia leírja, amint Atum nyálat tüsszent ki, létrehozva ezzel az ikreket.
Akár egy nőstényoroszlán, néha haragos természetűként nyilvánult meg. Egyik mítosz szerint Tefnut elszökött Núbiába és magával vitte a párát és a nedvességet. Távozása aszályt hozott Egyiptomra, a termékeny földek kiszáradtak és az emberek szenvedtek. Oroszlán formájában toporzékolt Núbiában amíg az apja elküldte érte Thotot és Sut. A kérésükre hazatért. Visszatértekor áradást hozott magával és meglátogatott minden egyiptomi várost. Majd házasságra lépett Suval és ismét virágba borult a természet.
Egy másik mítosz arról számol be, hogy Su és Tefnut elmentek Nunhoz aki az őskáosz óceánja. Az apjuk, Ré azt hitte, hogy végleg elvesztette őket - elküldte az egyik szemét, hogy megtalálja őket. Amikor visszatértek, Ré olyan boldog volt, hogy sírni kezdett és könnyeiből születtek az első emberek.
Memphisben Ptah nyelvének tartották, aki segíti a teremtésben.
Ré két szeme a Napot és Holdat jelképezi és Tefnutot mindkettővel azonosították. Amikor Ré reggel feljön a látóhatáron, Tefnut tüzes szeme csillog a homlokán és megégeti a nagy isten ellenségeit.
A korai piramisszövegekben azt írják, hogy tiszta vizet tudott fakasztani a vaginájából.

## Ikonográfia

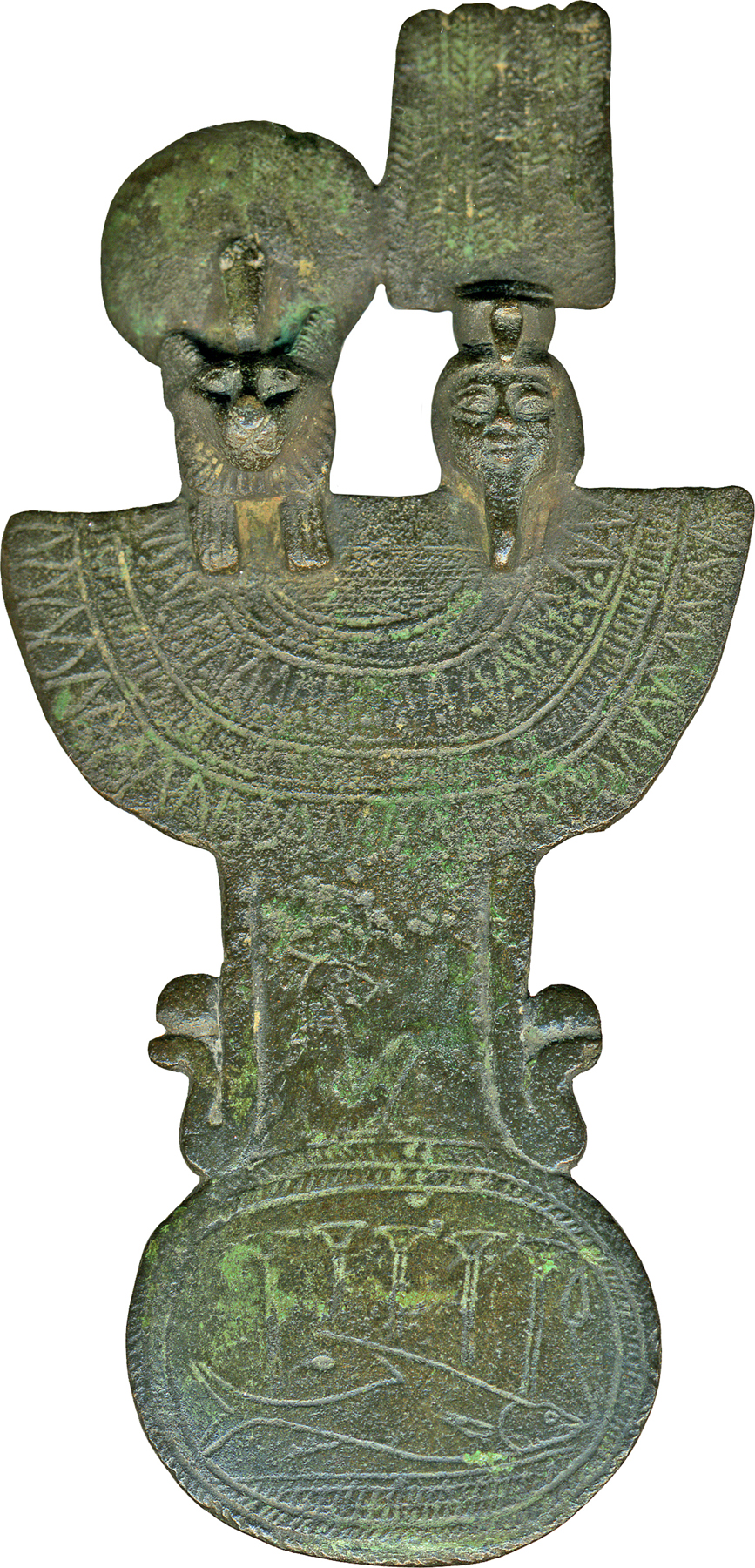
Egy menát ami Su és Tefnut istenpárt ábrázolja.

Tefnutot szokták ábrázolni oroszlánfejű emberként, nőstényoroszlánként, oroszlánfejű kígyóként, de néha csak emberként. Amikor emberszerűen ábrázolják, mindig parókát visel, tetején ureusz kígyóval és/vagy a napkoronggal. Gyakran a testvérével, Suval közösen ábrázolják.
A 18. és 19. dinasztia idején, főleg az Amarna periódusban Tefnutot emberként ábrázolták, lapos fejdíszt viselve, amiből növények sarjadtak. Ehnaton édesanyját, Tijet is hasonló fejdísszel ábrázolták és Hathor-Tefnuttal azonosították. Nofertiti ikonikus kék koronája Tije fejdísze alapján készült, ami arra utalhat, hogy ő is azonosította magát Tefnuttal.

## Kultusza
Héliupolisz és Leontopolisz (jelenleg Tell el-Muqdam) voltak a fő kultuszközpontjai. Heliopolisban Tefnut a város nagy Ennéádjának volt a tagja és úgy említik mint aki megtisztította a papot (wabet) a templomi rítus részeként:
Felemelkedtem hozzád a Magasztossal mögöttem és a tisztasággal előttem: Tefnut által átmentem, még akkor is amikor Tefnut megtisztított engem és valóban pap vagyok, az egyik pap fia, ebben a templomban.
Karnakban a fáraó egészsége érdekében imádkoztak hozzá.
Leontopolisban, a Nílus deltájában a fivérével, Suval együtt tisztelték két oroszlán képében.